# Syngnathoides biaculeatus
Syngnathoides biaculeatus е вид морска игла от семейство иглови (Syngnathidae).

## Разпространение и местообитание
Този вид е разпространен в Австралия (Западна Австралия, Куинсланд, Нов Южен Уелс и Северна територия), Египет, Индия, Индонезия, Мадагаскар, Маршалови острови, Микронезия, Мозамбик, Папуа Нова Гвинея, Провинции в КНР, Самоа, Северни Мариански острови, Соломонови острови, Тайван, Тонга, Фиджи, Филипини, Шри Ланка, Южна Африка и Япония.
Обитава крайбрежията на океани, морета, заливи, лагуни и рифове в райони с тропически и субтропичен климат. Среща се на дълбочина от 0,9 до 10 m, при температура на водата от 28,4 до 29 °C и соленост 33,8 – 34,4 ‰.

## Описание
На дължина достигат до 29 cm.